# South Carolina Stingrays
South Carolina Stingrays är ett amerikanskt professionellt ishockeylag som spelar i den nordamerikanska ishockeyligan ECHL sedan 1993, när laget grundades. De spelar sina hemmamatcher i inomhusarenan North Charleston Coliseum, som har en publikkapacitet på 10 537 åskådare vid ishockeyarrangemang, i North Charleston i South Carolina. Stingrays är samarbetspartner med Washington Capitals i National Hockey League (NHL) och Hershey Bears i American Hockey League (AHL). De har vunnit Kelly Cup, som är trofén till det lag som vinner ECHL:s slutspel, för säsongerna 1996–1997, 2000–2001 och 2008–2009.
Spelare som har spelat för dem är bland andra Jorge Alves, Casey Bailey, Jared Bednar, Erik Burgdoerfer, Chris Casto, Pheonix Copley, Tommy Cross, Andrew Gordon, Hampus Gustafsson, Micheal Haley, Braden Holtby, Nick Johnson, David LeNeveu, Tyler Lewington, Sam Lofquist, Garrett Mitchell, Adam Morrison, Michal Neuvirth, Tyler Randell, James Reimer, Andrew Rowe, Steve Shields, Dave Spina, Jared Staal, Nathan Walker och Kyle Wilson.